# Castello di Dolwyddelan

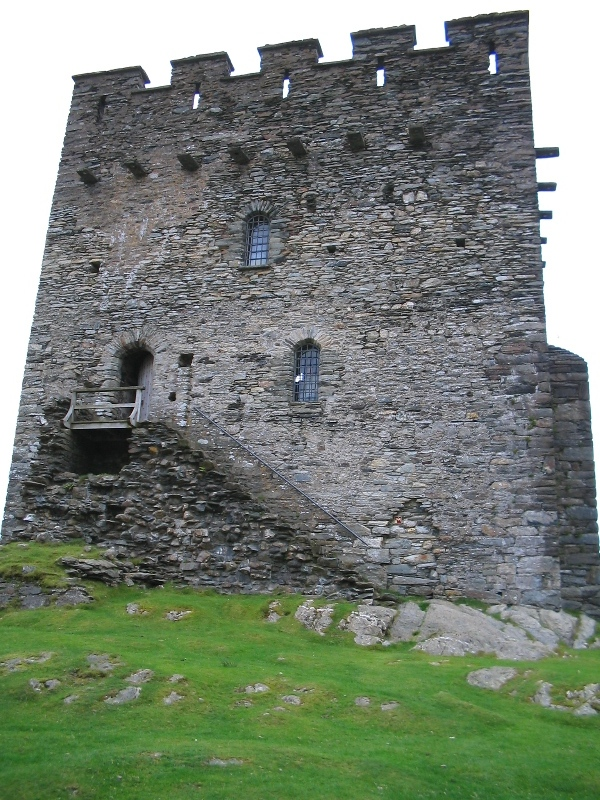
Maschio del castello di Dolwyddelan

Il castello di Dolwyddelan (in inglese: Dolwyddelan Castle; in gallese: Castell Dolwyddelan) è un castello fortificato in rovina del villaggio gallese di Dolwyddelan, nel distretto unitario di Conwy (Galles nord-orientale) fatto forse costruire agli inizi del XIII secolo da Llywelyn il Grande (Llywelyn ap Iorwerth, 1173 ca.-1240).  Secondo la tradizione, l'edificio è spesso considerato il luogo di nascita di quest'ultimo, ma è improbabile che il castello esistesse già prima degli anni venti del XII secolo e il luogo di nascita di Llewelyn è con ogni probabilità il Tomen Castell, di cui sono stati rinvenute delle rovine sempre a Dolwyddelan.
L'edificio è classificato come castello di primo grado (dal 1997).

## Descrizione
Il castello si erge su una collina situata a circa 3-4 miglia ad ovest del villaggio di Dolwyddelan, nell'area del parco nazionale di Snowdonia.
Il castello presenta un maschio a forma rettangolare e un cortile a forma di D, in cui si trova un'altra torre rettangolare.
|  |

## Storia
La costruzione del castello, attribuita a Llywelyn il Grande, risale probabilmente ad un periodo compreso tra il 1210 e il 1240.
Dopo la morte di Llywelyn il Grande, il castello passò probabilmente nelle mani del nipote Llywelyn ap Gruffudd.
Dopo l'uccisione di quest'ultimo, avvenuta nel dicembre del 1282, il castello fu conquistato il 18 gennaio 1283 da re Eduardo I, che era giunto a Dolwyddelan con 5.400 soldati, e l'edificio rimase quindi per un breve periodo (fino al 1290 ca.) nelle mani degli Inglesi  Il re fece anche intraprendere un'opera di ristrutturazione del castello.
Nel 1488, il castello fu acquisito da Maredudd ab Ieuan, un nobile originario della penisola di Llŷn.
|  |

Il castello cadde in rovina nel corso del XIX secolo. Il maschio fu però restaurato da Lord Willoughby de Eresby tra il 1848 e il 1850.